# Mycosphaerella cannabis
Mycosphaerella cannabis är en svampart som först beskrevs av Georg Winter, och fick sitt nu gällande namn av Röder 1937. Mycosphaerella cannabis ingår i släktet Mycosphaerella och familjen Mycosphaerellaceae.   Inga underarter finns listade i Catalogue of Life.